# Pisces salsos et fetentes …
Pisces salsos et fetentes … (Fisch in Salz und oft schon riechend …) ist das Incipit eines Gedichts, das im 28. Kapitel des zweiten Buches der in mittellateinischer Sprache verfassten Chronik des Gallus Anonymus steht. Inhaltlich ist es eine Verherrlichung der Jugend und der Körperkraft.

## Form
Das Gedicht wird im 28. Kapitel als cantilena (‚Lied‘) bezeichnet. Diese Bezeichnung wird vom Verfasser auch für einige andere Gedichte verwendet, z. B. Bolezlaue, Bolezlaue, dux gloriosissime …
Das Gedicht umfasst insgesamt sechs Verse, die jeweils aus 15 Silben bestehen und nach der achten Silbe eine Zäsur aufweisen. Zwei Verse sind jeweils durch einen Paarreim verbunden.

## Inhalt
Das Gedicht wird in der Erzählung als Lied der siegreichen Soldaten von Bolesław III. Schiefmund nach dem Überfall auf Kołobrzeg 1005 in den Mund gelegt. Hierin wird der Freude über den nun möglichen Zugang zum Meer Ausdruck verliehen sowie die Tapferkeit der Krieger gepriesen.
Jedes Verspaar drückt eine Antithese aus, die die Unterschiede zwischen der vorherigen und gegenwärtigen Generation ausdrückt. Die Väter begnügten sich mit bereits gefangenen und gesalzenem Fisch (V. 1), mit dem Krieg zu Lande (V. 3) und mit der Jagd im Wald (V. 5). Demgegenüber fordern die Söhne frischen Fisch (V. 2), sind dafür bereit, den Gefahren des Meeres zu trotzen (V. 4), und jagen nach Seeungeheuern und Schätzen des Meeres (V. 6).

## Ausgaben
- Kazimierz Liman (Hrsg.): Antologia poezji łacińskiej w Polsce. Średniowiecze. Wydawnictwo UAM, Posen 2004, S. 250.
- Karol Maleczyński (Hrsg.): Galli Anonymi cronicae et gesta ducum sive principum Polonorum (= Monumenta Poloniae Historica. Nova Series. Band II). Polska Akademia Umiejętności, Krakau 1952, S. 97.